# Hemiphricta
Hemiphricta là một chi bướm đêm thuộc họ Geometridae.